# Yonkoma

Tradycyjny układ paska yonkoma

Yonkoma (jap. 4コマ漫画 yonkoma manga; „czterokadrowa manga”, również 4-koma) – format komiksów z paskami, składający się głównie z gagów zamkniętych w czterech kadrach (panelach) tej samej wielkości, uporządkowanych od góry do dołu (czasami od prawej do lewej poziomo lub hybrydowo 2 × 2 w zależności od wymagań układu publikacji, w której się znajdują). Choć słowo yonkoma pochodzi z japońskiego, to styl istnieje także poza Japonią w krajach azjatyckich i na rynku anglojęzycznym. 

## Struktura
Tradycyjnie yonkoma wykorzystuje strukturę kishōtenketsu (jap. 起承転結). Słowo to jest kompozycją następujących znaków kanji: 
- ki (起) – pierwszy kadr, stanowi podstawę historii, prezentuje scenę,
- shō (承) – drugi kadr, rozwija się na fundamencie historii określonej w pierwszym kadrze,
- ten (転) – trzeci kadr, punkt kulminacyjny, w którym następują nieprzewidziane konsekwencje,
- ketsu (結) – czwarty kadr, wnioski płynące ze skutków trzeciego kadru.

## Wykorzystanie
Ten typ komiksów pojawia się prawie we wszystkich rodzajach publikacji w Japonii w tym w mangach, powieściach graficznych, komiksach, częściach gazet, czasopismach komputerowych, czasopismach kulinarnych itp. Fabuła często kończy się w czterech kadrach, choć niektóre serie mogą posiadać wątki do dokończenia w przyszłych seriach, tworząc ciągłą historię. Niektóre yonkoma mogą poruszać poważne tematy, jednak w większości przypadków są to historie humorystycznie. Niektóre mangi używają yonkoma, zwykle na końcu rozdziału lub tomu jako żart niezwiązany z fabułą lub uzupełniający historię.
Przykłady mang yonkoma:
- Bocchi the Rock!

- Sazae-san
- Nono-chan
- Baito-kun
- Azumanga Daioh
- Lucky Star
- Sketchbook
- K-On!
- Kanamemo
- Hidamari Sketch